# Maarja Talgre
Maarja Talgre, född 27 februari 1945, är en svensk journalist, författare, radioproducent och översättare. 

## Biografi
Talgres föräldrar kom från Estland, modern kom till Sverige i september 1944. Maarja Talgre växte upp i Partille och gjorde ungdomsprogram i radio i slutet av 1960-talet. Hennes genombrott som författare kom med Leo, ett estniskt öde, som handlar om hennes far, en estnisk motståndsman som mördades av den sovjetiska säkerhetstjänsten.

## Priser och utmärkelser
- 1998: Beskowska resestipendiet[1]
- 1991: TCO:s kulturpris[2]
- 2009: Publicistklubbens pris Guldpennan[3]